# Heinrich Fasching
Heinrich Fasching (ur. 24 maja 1929 w Höfnerbergu, zm. 1 czerwca 2014 w St. Pölten) – austriacki duchowny rzymskokatolicki, biskup pomocniczy St. Pölten w latach 1993-2004.

## Życiorys
Święcenia kapłańskie przyjął 29 czerwca 1954 roku. 24 maja 1993 papież Jan Paweł II mianował go biskupem pomocniczym St. Pölten ze stolicą tytularną Acci. Sakry udzielił mu 4 lipca 1993 Kurt Krenn, ówczesny ordynariusz diecezji. W maju 2004 osiągnął biskupi wiek emerytalny (75 lat) i przesłał do Watykanu swoją rezygnację, która została przyjęta z dniem 7 października 2004. Od tego czasu pozostawał jednym z biskupów seniorów diecezji. 